# لویی برگو
لویی برگو (فرانسوی: Louis Bergaud‎؛ زادهٔ ۳۰ نوامبر ۱۹۲۸) دوچرخه‌سوار اهل فرانسه است.
از باشگاه‌هایی که در آن رکاب زده‌است می‌توان به تیم دوچرخه‌سواری پژو، تیم دوچرخه‌سواری السیون و تیم دوچرخه‌سواری سن-رافائل اشاره کرد.